# Glusburn and Cross Hills
Glusburn and Cross Hills – civil parish w Anglii, w North Yorkshire, w dystrykcie (unitary authority) North Yorkshire. W 2011 civil parish liczyła 3980 mieszkańców.